# Wesley Hendriks
Wesley Hendriks (* 9. Dezember 1985 in Wijchen) ist ein ehemaliger niederländischer Eishockeyspieler, der zuletzt bis 2018 bei den Nijmegen Devils in der BeNe League aktiv war.

## Karriere

### Clubs
Hendriks, der aus dem südgelderländischen Wijchen stammt, begann seine Karriere als Eishockeyspieler bei den Tigers im benachbarten Nijmegen, für deren zweite Mannschaft er bereits als 15-Jähriger in der zweiten niederländischen Liga, der Eerste divisie, spielte. In der Spielzeit 2002/03 gab er sein Debüt in der ersten Mannschaft in der Ehrendivision. Nach dem finanziellen Aus der Tigers wechselte er 2003 zu den Ruijters Eaters Geleen, die er aber bereits nach einem halben Jahr zugunsten der Amsterdam Bulldogs verließ. Mit seinem neuen Klub errang er am Ende der Saison sowohl den niederländischen Meistertitel als auch den Pokalsieg. Da sich in Nijmegen die Tigers als „Emperors“ im Profibetrieb zurückgemeldet hatten, kehrte er trotz der Erfolge mit den Bulldogs in das Gelderland zurück und konnte 2006 seine zweite niederländische Meisterschaft erringen. Anschließend wechselte er für ein Jahr zu HYS The Hague, schloss sich erneut seinem nunmehr als Nijmegen Devils firmierenden Stammverein an, um schließlich 2008/09 bei den Utrecht Dragons zu spielen. Nach diesem schnellen Wechselspiel zwischen diversen Vereinen blieb Hendriks für die kommenden drei Jahre in Heerenveen sesshaft, wo er für die Friesland Flyers spielte. 2012 zog es ihn zu den Eindhoven Kemphanen. Nur ein Jahr später wechselte er zum amtierenden Meister HYS The Hague zurück, verließ diesen aber bereits nach wenigen Spielen wieder, um wieder bei seinem Stammverein aus Nijmegen zu spielen, der damals der Eerste divisie angehörte. Seit 2015 spielte er mit den Devils in der damals neugegründeten belgisch-niederländischen BeNe League. 2018 beendete er seine aktive Karriere.

### International
Für die Niederlande nahm Hendriks an den Spielen der Division II der U20-Weltmeisterschaft 2005 teil. Bei der Weltmeisterschaft der Division I 2011 debütierte er für die Herren-Nationalmannschaft. Auch bei den Weltmeisterschaften 2012 und 2013 stand er für die Niederländer in der Division I auf dem Eis.

## Erfolge und Auszeichnungen
- 2004 Niederländischer Meister mit den Amsterdam Bulldogs
- 2004 Niederländischer Pokalsieger mit den Amsterdam Bulldogs
- 2006 Niederländischer Meister mit den Nijmegen Emperors

## Statistik
(Stand: Ende der Spielzeit 2017/18)